# Rowland Wolfe
Merrill Rowland Wolfe (Dallas, 8 oktober 1914 - Conroe, 14 januari 2010) was een Amerikaans turner. 
Wolfe won tijdens de Olympische Zomerspelen 1932 de gouden medaille bij de salto's. Tijdens de Tweede Wereldoorlog was Wolfe betrokken bij het Manhattan Project.

## Resultaten

### Olympische Zomerspelen
| Jaar | Plaats      | Resultaten     |
| ---- | ----------- | -------------- |
| 1932 | Los Angeles | bij het turnen |